# DOM Inspektor

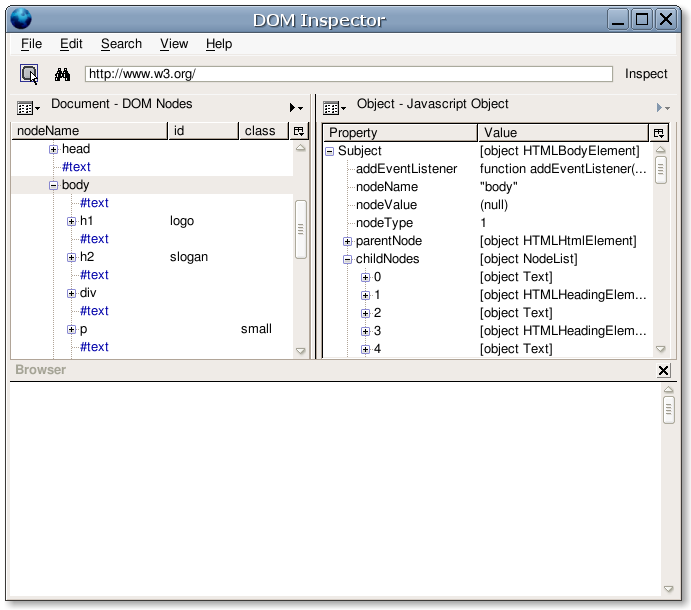
DOM Inspektor ve Firefoxu.

DOM Inspektor je jeden z nástrojů pro webové vývojáře, které jsou součástí SeaMonkey a Mozilla Firefoxu. Jeho hlavním úkolem je prozkoumávání DOM stromu HTML a XML dokumentů.